# Caleb Cushing
Caleb Cushing (ur. 17 stycznia 1800 w Salisbury, zm. 2 stycznia 1889 w Newburyporcie) – amerykański polityk i dyplomata.

## Życiorys
Urodził się 17 stycznia 1800 roku w Salisbury. Ukończył studia na Uniwersytecie Harvarda, a następnie studiował nauki prawne i został przyjęty do palestry. W latach 1823–1829 i 1833–1835 zasiadał w legislaturze stanowej Massachusetts. W 1834 został wybrany do Izby Reprezentantów, początkowo z ramienia antyjacksońskiego skrzydła Partii Demokratyczno-Republikańskiej, a następnie – Partii Wigów. W 1842 roku nie ubiegał się o reelekcję, a rok później John Tyler mianował go posłem pełnomocnym w Chinach. W trakcie kadencji negocjował traktat o żegludze i handlu z Japonią. Po zakończeniu misji dyplomatycznej w 1845 roku, ponownie został członkiem legislatury stanowej. W czasie wojny z Meksykiem służył jako dowódca stanowego regimentu i dosłużył się stopnia generała brygady. W 1847 i 1848 roku bezskutecznie ubiegał się o funkcję gubernatora Massachusetts. W latach 50. XIX wieku zasiadał w legislaturze stanowej, pełnił funkcję burmistrza Newburyportu i sędziego stanowego Sądu Najwyższego. W 1853 roku Franklin Pierce powołał go na stanowisko prokuratora generalnego, które piastował do końca kadencji prezydenckiej w roku 1857. Widząc groźbę secesji, wsparł Partię Republikańską i Abrahama Lincolna. Po wojnie secesyjnej Andrew Johnson mianował go komisarzem ds. kodyfikacji prawa federalnego. Pod koniec lat 60. XIX wieku negocjował traktat o Przesmyku Panamskim. W 1872 Ulysses Grant mianował go delegatem przed Trybunałem Arbitrażowym w Genewie, by rozstrzygnąć roszczenia Alabamy. Dwa lata później otrzymał nominację do Sądu Najwyższego, jednak nie otrzymał aprobaty Senatu. Został wówczas powołany na posłem pełnomocnym w Hiszpanii, którym pozostał do 1877 roku. Zmarł 2 stycznia 1889 roku w Newburyporcie.